# Ovangkol
Ovangkol, of Amazakoué, is een houtsoort afkomstig van Guibourtia ehie (familie Leguminosae / Caesalpiniaceae). De boom komt voor in Midden- en West-Afrika.
Het hout is rechtdradig en soms kruisdradig. De kleur is geelbruin tot donkerbruin voor het kernhout en geel- tot grijsachtig voor het spinthout.  Het wordt gebruikt voor binnenschrijnwerk waaronder trappen, meubels en parket. Daarnaast ook voor fineer, draaiwerk en houtsnijwerk om verschillende gebruiksvoorwerpen te maken zoals meshandvatten. 